# Ŭ
Ŭ, en minúsculas ŭ (U con breve) es la vigesimosexta letra del alfabeto en esperanto, corresponde a la aproximante labiovelar sonora [w] en el Alfabeto Fonético Internacional.
Ŭ es también una letra del idioma bielorruso cuando se escribía usando el alfabeto łacinka.
En Esperanto Ŭ se encuentra casi exclusivamente en los diptongos aŭ y eŭ, por ejemplo Eŭropo ("europo"), aŭtoro. Son muy pocas las palabras en las que se encuentra al principio de sílaba.